# Louise de La Béraudière du Rouhet

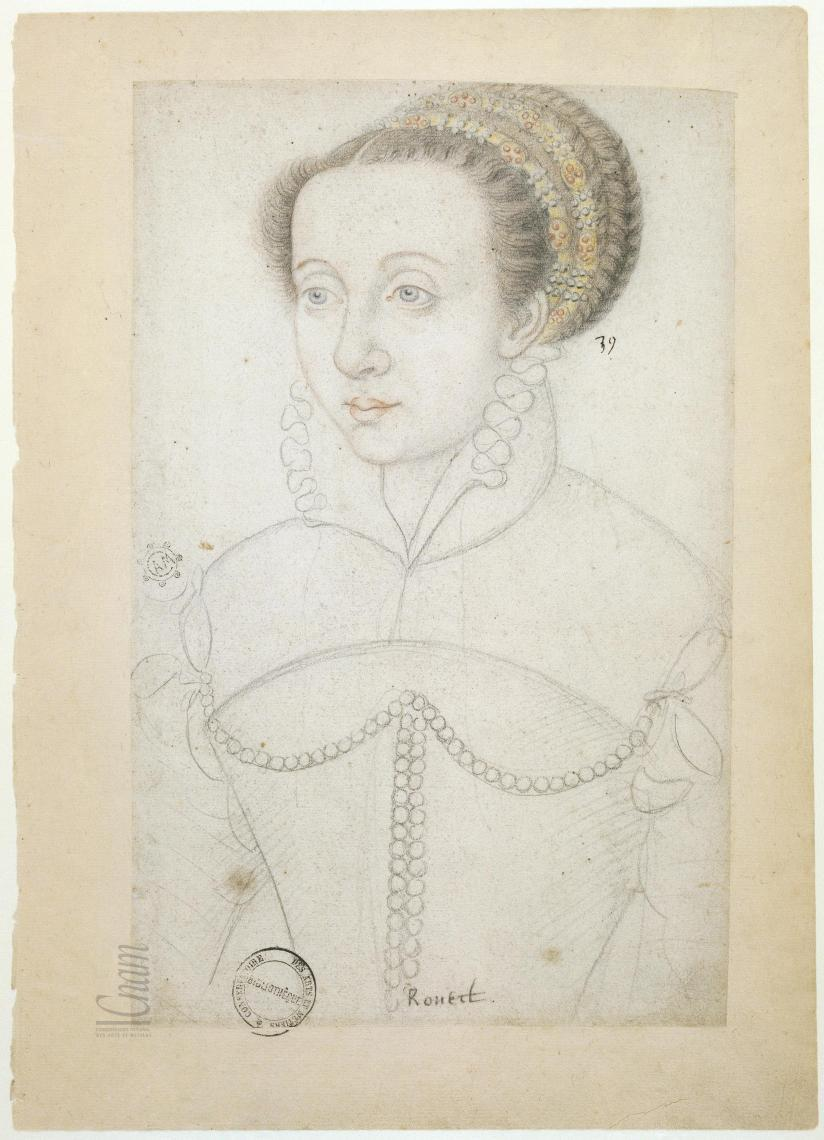
Louise de La Béraudière du Rouhet

Louise de La Béraudière du Rouhet, genannt La belle Rouhet (* 1530; † 10. April 1586 auf Château de Coulonges-les-Royaux) war eine Mätresse von Antoine de Bourbon, duc de Vendôme, dem Titularkönig von Navarra und des französischen Königs Heinrich III.

## Leben
Louise de La Béraudière du Rouhet war Ehrendame der französischen Königin Katharina von Medici und später von deren Tochter Margarete von Valois. Katharina verwendete die Schönheiten am Hofe je nach den Interessen ihrer Politik, so wurde Louise die Mätresse des Titularkönigs von Navarra, Antoine de Bourbon, duc de Vendôme. Durch die Beziehung entfremdete er sich mehr und mehr seiner Ehefrau, Königin Jeanne d’Albret de Navarra. Mit Antoine hatte Louise einen gemeinsamen Sohn: Charles de Bourbon (1554–1610), Marschall de Saint-André und später Erzbischof von Rouen. Nach dem Tod ihres Geliebten heiratete Louise de La Béraudière du Rouhet 1562 in Paris Louis de Madaillan d’Estissac (1502–1565), Gouverneur in La Rochelle und Generalleutnant in Poitou. Sie verließen den französischen Hof und lebten in Poitou. Aus der Ehe ging eine Tochter hervor: Claude (1564–1600) ⚭ 1587 François IV. de La Rochefoucauld.
Louise empfing auf Château de Coulonges-les-Royaux mehrere wichtige Persönlichkeiten, wie Königinmutter Katharina von Medici, deren Tochter Margarete von Valois, Michel de Montaigne und François Rabelais. 1580 ging sie eine erneute Liebschaft mit Robert de Combaud, seigneur d'Arcis-sur-Aube ein – aus der Verbindung gingen zwei Mädchen hervor: Claude und Louise. 1586 erlag Robert an den Wunden, die er sich durch ein Duell zu zog. Kurz darauf starb Louise de La Béraudière du Rouhet.